# کیلومتر پنج
کیلومتر پنج فیلمی به کارگردانی  و نویسندگی حجت الله سیفی ساختهٔ سال ۱۳۶۱ است.

## بازیگران
- هدایت اله نوید
- افسانه رایگان
- مونا سیفی
- پریدخت اقبالپور
- محرم شاه بخشی
- رامین عبادی
- پیری
- اسماعیل سرپرست
- داوود نجفی
- علیرضا محمدحسینی
- حسین غفوری
- محسن علیخانی
- محمد حاج حسینی
- محمد رضا اصلانی
- حسن توانا
- احمد عسگری